# Diospyros longibracteata
Diospyros longibracteata är en tvåhjärtbladig växtart som beskrevs av Paul Lecomte. Diospyros longibracteata ingår i släktet Diospyros och familjen Ebenaceae. Inga underarter finns listade i Catalogue of Life.